# Campeonato Europeo de la UEFA Sub-19 2007
El Campeonato Europeo de la UEFA Sub-19 2007 se llevó a cabo en Austria del 16 al 27 de julio y contó con la participación de 8 selecciones juveniles de Europa provenientes de una fase eliminatoria.
El campeón defensor España venció en la final a Grecia para conseguir su séptimo título continental de la categoría y segundo de manera consecutiva.

## Sedes
| Linz           | Pasching             | Ried im Innkreis   | Steyr            |
| -------------- | -------------------- | ------------------ | ---------------- |
| Linzer Stadion | Waldstadion Pasching | Keine Sorgen Arena | Vorwärts-Stadion |
| Aforo: 25 000  | Aforo: 7 800         | Aforo: 7 600       | Aforo: 6 000     |
|                |                      |                    |                  |

## Fase de grupos
|  | Equipos clasificados a la fase final. |

### Grupo A
| País     | J | G | E | P | GF | GC | Pts |
| -------- | - | - | - | - | -- | -- | --- |
| España   | 3 | 1 | 2 | 0 | 3  | 1  | 5   |
| Grecia   | 3 | 1 | 2 | 0 | 2  | 1  | 5   |
| Portugal | 3 | 1 | 1 | 1 | 3  | 2  | 4   |
| Austria  | 3 | 0 | 1 | 2 | 1  | 5  | 1   |

| 16 de julio de 2007 17:15 CET | Grecia        | 1 – 0   | Portugal | Linzer Stadion, Linz      |                           |
|                               | Mitroglou 52' | Reporte |          | Árbitro(s): Oleh Oriekhov | Árbitro(s): Oleh Oriekhov |

| 16 de julio de 2007 20:00 CET | Austria | 0 – 2   | España                      | Linzer Stadion, Linz   |                        |
|                               |         | Reporte | Azpilicueta 52' · Aarón 55' | Árbitro(s): Kevin Blom | Árbitro(s): Kevin Blom |

| 18 de julio de 2007 18:00 CET | España           | 1 – 1   | Portugal    | Vorwärts-Stadion, Steyr  |                          |
|                               | Aarón 54' (pen.) | Reporte | Carriço 71' | Árbitro(s): Cüneyt Çakır | Árbitro(s): Cüneyt Çakır |

| 18 de julio de 2007 20:00 CET | Austria                                   | 1 – 1   | Grecia                        | Waldstadion, Pasching         |                               |
|                               | Beichler 61' (pen.) · Arnautović 77', 86' | Reporte | Mitroglou 15' · Ioannidis 90' | Árbitro(s): Claudio Circhetta | Árbitro(s): Claudio Circhetta |

| 21 de julio de 2007 18:00 CET | España | 0 – 0   | Grecia | Linzer Stadion, Linz        |                             |
|                               |        | Reporte |        | Árbitro(s): Peter Rasmussen | Árbitro(s): Peter Rasmussen |

| 21 de julio de 2007 18:00 CET | Portugal               | 2 – 0   | Austria | Fill Metallbau Stadion, Ried |                            |
|                               | Bura 51' · Carriço 70' | Reporte |         | Árbitro(s): Pavel Královec   | Árbitro(s): Pavel Královec |

### Grupo B
| País     | J | G | E | P | GF | GC | Pts |
| -------- | - | - | - | - | -- | -- | --- |
| Alemania | 3 | 2 | 1 | 0 | 7  | 5  | 7   |
| Francia  | 3 | 1 | 2 | 0 | 6  | 3  | 5   |
| Serbia   | 3 | 1 | 0 | 2 | 10 | 10 | 3   |
| Rusia    | 3 | 0 | 1 | 2 | 4  | 9  | 1   |

| 16 de julio de 2007 18:00 CET | Francia                                                        | 5 – 2   | Serbia                                | Fill Metallbau Stadion, Ried |                          |
|                               | Sako 22' · Monnet-Paquet 37' 44' 76' · Martin 51' 90+2' (pen.) | Reporte | Sulejmani 23' (pen.) · Marjanović 35' | Árbitro(s): Cüneyt Çakır     | Árbitro(s): Cüneyt Çakır |

| 16 de julio de 2007 18:00 CET | Alemania                            | 3 – 2   | Rusia            | Vorwärts-Stadion, Steyr     |                             |
|                               | Petersen 11' · Özil 14' · Kruse 66' | Reporte | Dzyuba 58' 90+2' | Árbitro(s): Peter Rasmussen | Árbitro(s): Peter Rasmussen |

| 18 de julio de 2007 17:15 CET | Rusia                            | 2 – 6   | Serbia                                                             | Waldstadion, Pasching      |                            |
|                               | Dyadyun 42' · Karišik 60' (a.g.) | Reporte | Marjanović 11' · Bosančić 24' · Tadić 47' 57' · Marinković 80' 88' | Árbitro(s): Pavel Královec | Árbitro(s): Pavel Královec |

| 18 de julio de 2007 20:00 CET | Alemania | 1 – 1   | Francia                       | Fill Metallbau Stadion, Ried |                           |
|                               | Özil 5'  | Reporte | Plessis 28', 68' · Baysse 72' | Árbitro(s): Oleh Oriekhov    | Árbitro(s): Oleh Oriekhov |

| 21 de julio de 2007 20:00 CET | Serbia                           | 2 – 3   | Alemania                               | Waldstadion, Pasching         |                               |
|                               | Bosančić 2' · Feick 90+2' (a.g.) | Reporte | Ben-Hatira 53' · Kruse 84' · Sam 90+3' | Árbitro(s): Claudio Circhetta | Árbitro(s): Claudio Circhetta |

| 21 de julio de 2007 20:00 CET | Rusia | 0 – 0   | Francia | Vorwärts-Stadion, Steyr |                        |
|                               |       | Reporte |         | Árbitro(s): Kevin Blom  | Árbitro(s): Kevin Blom |

## Fase final

### Semifinales
| 24 de julio de 2007 17:30 CET | Alemania                  | 2 – 3   | Grecia                                                           | Vorwärts-Stadion, Steyr |                        |
|                               | Ben-Hatira 25' 65' (pen.) | Reporte | Ninis 40' · Mitroglou 58' · Pliatsikas 9', 61' · Labropoulos 90' | Árbitro(s): Kevin Blom  | Árbitro(s): Kevin Blom |

| 24 de julio de 2007 20:30 CET | España                                                        | 0 – 0 (4 – 2 p.) | Francia                                  | Waldstadion, Pasching      |                            |
|                               | Montoro 90+4', 120+2' · Aarón · Martínez · Cantero · San José | Reporte          | Plessis · N'Goyi · Monnet-Paquet · Othon | Árbitro(s): Pavel Královec | Árbitro(s): Pavel Královec |

### Final
| 27 de julio de 2007 20:30 CET | Grecia | 0 – 1   | España     | Linzer Stadion, Linz          |                               |
|                               |        | Reporte | Parejo 38' | Árbitro(s): Claudio Circhetta | Árbitro(s): Claudio Circhetta |

#### Alineaciones
| Grecia:           |    |                          |  |     |
|                   |    |                          |  |     |
| ARQ               | 12 | Kiriakos Stratilatis     |  |     |
| DEF               | 2  | Michail Boukouvalas      |  |     |
| DEF               | 3  | Vasilis Apostolopoulos   |  |     |
| DEF               | 5  | Manolis Moniakis         |  |     |
| DEF               | 8  | Giorgos Ioannidis        |  |     |
| VOL               | 7  | Sotiris Ninis            |  | 51' |
| VOL               | 6  | Georgios Siakkas         |  |     |
| VOL               | 10 | Andreas Lampropoulos     |  | 75' |
| VOL               | 16 | Giannis Papadopoulos     |  |     |
| VOL               | 17 | Elini Dimoutsos          |  | 48' |
| DEL               | 11 | Kostas Mitroglou         |  |     |
| Suplentes:        |    |                          |  |     |
| ARQ               | 1  | Ilias Vouras             |  |     |
| DEF               | 18 | Dimitris Siovas          |  | 48' |
| VOL               | 15 | Anastasios Papazoglou    |  |     |
| VOL               | 13 | Vasilios Koutsianikoulis |  | 75' |
| DEL               | 9  | Athanasios Papazoglou    |  | 51' |
| Entrenador:       |    |                          |  |     |
| Nikolaos Nioplias |    |                          |  |     |

| España:          |    |                    |  |     |
|                  |    |                    |  |     |
| ARQ              | 13 | Sergio Asenjo      |  |     |
| DEF              | 2  | Víctor Díaz        |  |     |
| DEF              | 3  | Javi Cantero       |  |     |
| DEF              | 5  | Ion Echaide        |  |     |
| VOL              | 12 | Pablo Gil          |  |     |
| VOL              | 14 | Mikel San José     |  |     |
| VOL              | 7  | César Azpilicueta  |  |     |
| VOL              | 11 | Carles Coto        |  | 64' |
| VOL              | 15 | Dani Parejo        |  | 81' |
| DEL              | 9  | Emilio Nsue        |  | 64' |
| DEL              | 10 | Aarón Ñíguez       |  |     |
| Suplentes:       |    |                    |  |     |
| ARQ              | 19 | Isaac Becerra      |  |     |
| DEF              | 17 | José Zamora Girona |  | 64' |
| VOL              | 4  | Javier Modrego     |  |     |
| VOL              | 16 | Carlos Martínez    |  | 64' |
| DEL              | 18 | Jesús Berrocal     |  | 81' |
| Entrenador:      |    |                    |  |     |
| Juan Santisteban |    |                    |  |     |

## Campeón
| Eurocopa Sub-19 2007 |
| -------------------- |
| Bandera de España    |
| España 7º Título     |

## Máximos goleadores
| Futbolista          | Goles | Selección |
| ------------------- | ----- | --------- |
| Kostas Mitroglou    | 3     | Grecia    |
| Anis Ben-Hatira     | 3     | Alemania  |
| Kévin Monnet-Paquet | 3     | Francia   |
| Malaury Martin      | 2     | Francia   |
| Mesut Özil          | 2     | Alemania  |
| Max Kruse           | 2     | Alemania  |
| Daniel Carriço      | 2     | Portugal  |
| Aarón Ñíguez        | 2     | España    |
| Miloš Bosančić      | 2     | Serbia    |
| Nenad Marinković    | 2     | Serbia    |
| Rodoljub Marjanović | 2     | Serbia    |
| Dušan Tadić         | 2     | Serbia    |
| Artyom Dzyuba       | 2     | Rusia     |
| Vladimir Dyadyun    | 2     | Rusia     |